# Mesoplodon hotaula
Mesoplodon hotaula är en näbbvalsart som förekommer i tropiska indo-pacifiska regionen och som först beskrevs av Deraniyagala 1963. Taxonet behandlades länge som underart till ginkgotandad näbbval men genetiska studier visar att den utgör en egen art. IUCN har inte givit arten någon hotkategorisering på grund av att den är otillräckligt studerad.
Enligt obekräftade uppgifter når arten en längd av 400 till 450 centimeter och en vikt av ungefär 1000 kilogram. Djurets bröstfenor är ganska små. Liksom hos flera andra släktmedlemmar förekommer två rännor på strupen. Hannar har bara två tänder i underkäken. Hos två exemplar var dessa tänder bruten och därför antas att det förekommer strider mellan artfränder av hankön. Levnadssättet uppskattas vara lika som hos andra näbbvalar.